# کاترا
کاترا (به لاتین: Katera) یک آبادی و روستا در بلاروس است.